# Energy (Espanha)
Energy é um canal de televisão privado espanhol, que pertence ao Grupo Mediaset España.  Energy começou suas emissões oficiais o 9 de janeiro de 2012.Seu principal competidor é o canal temático Atreseries, propriedade de Atresmedia.

## História
No final de 2010, depois do acordo de fusão entre o grupo Gestevisión Telecinco e Sogecuatro, chegou-se a um fim para a aquisição de duas novas licenças de televisão. Neste caso, depois da fusão entre Telecinco e Cuatro ficariam livres dois canais em aberto que seriam ocupados depois da integração de fusão em janeiro de 2011.
O 23 de fevereiro de 2011, Mediaset España anunciou o desenho dos dois canais digitais de Cuatro. Desde então apresentou-se Divinity, e lançou-se o 1 de abril desse mesmo ano. Ainda assim, do outro canal não se soube grande coisa até o mês de novembro, quando se desvelou o nome definitivo do canal: Energy. 
Depois do cesse de emissões de Canal+ 2 na TDT Premium, no dia 20, Energy começou suas emissões "em provas" com um bloco publicitário oferecendo algum dos conteúdos que definiram a programação definitiva do canal desde janeiro de 2012.
O 30 de novembro de 2015, devido aos irregulares dados de audiência e ao lançamento de Atreseries por parte de Atresmedia, Mediaset España decidiu transformá-lo em um canal de séries.

## Programação
A programação de Energy está especialmente dirigida a um público principalmente masculino, jovem e urbano, com uma oferta cinematográfica e de séries de ficção, tanto nacionais como estrangeiras. Anteriormente, o canal também emitiu conteúdos desportivos, documentários de actualidade, cinema e séries. 
Energy reestruturou sua oferta em novembro de 2013 e criou contêiners para agrupar seus diversos programas e séries, baixo o eslogan Encontra teu E. Os contêiners criados foram Energy Report (programas de actualidade, informação e especialidad), Energy Wildlife  (aventura e natureza), Energy Extreme (programas que mostram condições e limites extremos), Energy Speed (velocidade e adrenalina), Energy Food (gastronomia), Energy Auction (lances, leilões e embargos), Energy Attitude (arte, tatuajes e curiosidades), Energy Travel (viagens), Séries de elite (American Horror Story, Blue Bloods, CSI, Falling Skies, Homeland, Last Resort, Mad Men, NCIS, Sleepy Hollow,  Sobrenatural, Spartacus, Strike Back, Terra Nova), Energy Sport (retransmisiones desportivas e o programa Tiki-Taka), Energy enigma (reposições de Cuarto milenio) e Energy Eventos (miniseries e documentários emitidos em dias especiais). Ademais, a corrente conta com contêiners de cinema como Cinergetic (filmes principalmente de acção) ou Cinemonster (filmes de terror e ciência-ficção).
Finalmente, como a audiência não melhorava e que Atresmedia lançou Atreseries, Energy iniciou uma nova etapa como canal temático de ficção orientado ao público masculino, concentrando sua oferta em cinema e séries nacionais e internacionais. Estes conteúdos estão destinados a um público masculino, dentre 25 e 54 anos, e de carácter urbano.